# 德鲁日纳

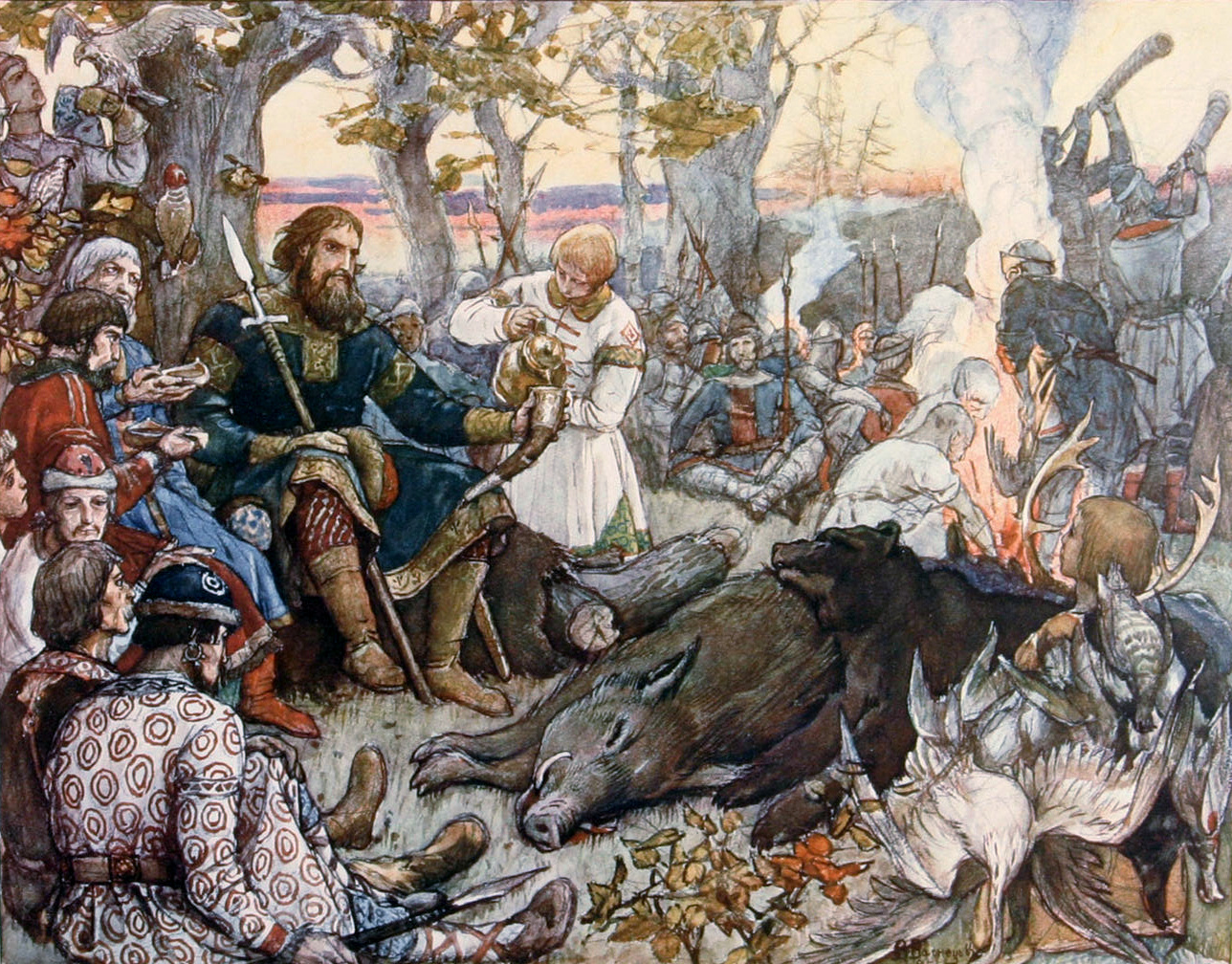
基辅大公弗拉基米尔·莫诺马赫和他的德鲁日纳扈从在狩猎中休息，维克托·瓦斯涅佐夫绘

德鲁日纳也译德鲁任纳，有时也译成“亲兵”、“卫队”、“侍卫”等，是中世纪斯拉夫人国家，如基辅罗斯、波兰等地王公的军事扈从。在基辅罗斯，他们协助王侯治理公国，并组成地方武装部队，他们兼有亲兵或扈从和家臣的双重角色。在蒙古征服基辅罗斯后的时期（1240以后），这一词在基辅罗斯停止使用。

## 词源
德鲁日纳（//）一词来自表示“朋友、伙伴”一词的//（原始斯拉夫语*drugъ）。

## 其它用途
德鲁任纳这个名字后来也被用于一些其它场合，如一战期间的捷克斯洛伐克军团亦被称作德鲁日纳（Družina）或捷克德鲁日纳（Česká družina）。在苏联时期设立的人民志愿纠察队（Добровольная Народная Дружина）中的“纠察队”即“德鲁日纳”（Дружина）。另外苏联少先队在每个学校的支队都被称为或，有时译成“儿童团”。一些志愿团体也会被冠以之名。